# انقلاب (فیلم ۲۰۰۸)
انقلاب (به انگلیسی: Solstice) فیلمی در ژانر ترسناک است که در سال ۲۰۰۸ منتشر شد.

## داستان
مگان که در غم خودکشی خواهرش، سوفی، است با اصرار دوستانش به یک سفر تابستانی در خلیج لوئیزیانا می‌روند. در طول سفر، او وجود خواهرش را حس می‌کند.

## بازیگران
- الیزابت هارنویس در نقش مگان، نوجوانی که به همراه دوستانش به سفر می‌رود و وجود خواهر دوقلویش را که خودکشی کرده‌است را حس می‌کند.
- شان اشمور در کریستین، معشوقه مگان
- تایلر هوچلین در نقش نیک، که در پمپ‌بنزین کار می‌کند.
- آماندا سایفرد در نقش زوئی، دوست مگان
- مت اولری در نقش مارک، دوست‌پسر آلیشیا
- هیلاری برتون در نقش آلیشیا، دوست مگان و دوست‌دختر مارک